# Kungälv (gemeente)
Kungälv is een Zweedse gemeente in Bohuslän. De gemeente behoort tot de provincie Västra Götalands län. Ze heeft een totale oppervlakte van 685,9 km² en telde 38.257 inwoners in 2004.

## Plaatsen
- Kungälv (stad)
- Marstrand
- Kode
- Diseröd
- Tjuvkil
- Kärna
- Kareby
- Ulvesund
- Ödsmåls mosse
- Åsebyberg
- Sundhammar
- Nerebyskogen en Sjöhed
- Häljeröd
- Ingetorp en Tolleröd
- Kulperöd
- Solberga (Kungälv)
- Vävra
- Lundby (Kungälv)
- Hallbjörtorp
- Brunnefjäll
- Lefstad
- Bremnäs
- Flateby (Kungälv)
- Hammar en Kornhall
- Signehög, Nedre Bäck en Kållen
- Hanekullen en Kålltorp
- Dössebacka
- Skårby station
- Toreby (Kungälv)
- Risby
- Lökeberg
- Solberg
- Norrmannebo
- Höga
- Kareby kyrkby
- Kovikshamn
- Kroken
- Hammar (Kungälv)
- Ytterby
- Duvesjön